# 古舘トーキングヒストリー
『古舘トーキングヒストリー』（ふるたちトーキングヒストリー）は、テレビ朝日系列で2016年から2019年にかけて年一度放送された歴史バラエティ番組であり、古舘伊知郎の冠番組である。

## 概要
古舘が歴史が決定する瞬間の一部を実況し、これまで知られていなかった新事実を明らかにするといった内容である。「歴史」「ドラマ」「実況」の3つの枠組みで構成される。

## 出演者

### 実況・司会
- 古舘伊知郎

### 解説
- 磯田道史

## 放送リスト
| 回 | 放送日          | 曜日   | 放送時間      | タイトル                                          | ドラマパート出演 | スタジオゲスト                                                          | 備考 |
| -- | --------------- | ------ | ------------- | ------------------------------------------------- | --- | ----------------------------------------------------------------------- | ---- |
| 1  | 2016年 12月10日 | 土曜日 | 20:50 - 23:06 | 「〜忠臣蔵、吉良邸 討ち入り 完全実況〜」          | 主演 - 大石内蔵助 - 緒形直人 その他の出演 - 吉良上野介 - 西村雅彦 - 原惣右衛門 - 笹野高史 - 寺坂吉右衛門 - 竹財輝之助 - 間十次郎 - 崎本大海 - 堀部安兵衛 - 安居剣一郎 | - 名取裕子 - 伊集院光 - 秋元真夏（乃木坂46）                            |      |
| 2  | 2018年 1月6日   | 土曜日 | 21:00 - 23:10 | 「〜戦国最大のミステリー 本能寺の変、完全実況〜」 | 主演 - 明智光秀 - 大杉漣 その他の出演 - 織田信長 - 筧利夫 - 斎藤利三 - 津田寛治 - 森乱丸 - 中尾暢樹 - 織田信忠 - 福士誠治                                             | - カンニング竹山 - 大地真央 - 秋元真夏（乃木坂46） - 東山紀之（少年隊） |      |
| 3  | 2019年 1月5日   | 土曜日 | 21:00 - 23:10 | 「〜幕末最大の謎 坂本龍馬暗殺、完全実況〜」       | 主演 - 坂本龍馬 - 渡辺大 その他の出演 - お龍 - 橋本マナミ - 三吉慎蔵 - 濱津隆之 - 佐々木只三郎 - 手塚とおる - 永井尚志 - 大鶴義丹 - お登勢 - 矢吹春奈                 | - 秋元真夏（乃木坂46） - 寺島しのぶ - 伊集院光 - 濱田龍臣               |      |

## スタッフ
- 統括：六本木洋（第2回-）、奥川晃弘

〈ドラマパート〉
- 脚本：中村由加里
- 音楽：川井憲次
- ナレーション：平野啓子
- プロデューサー：黒田徹也（テレビ朝日、第2回-）、塚田英明（第1回-）・小柳憲子（第3回）（東映）
- 監督：中川裕介
- 制作協力：東映

〈スタジオパート〉
- 構成：樋口卓治、鮫肌文殊、小杉四駆郎
- TM：高田格（テレビ朝日、第2回-）
- TD/SW：平間隆啓（第3回）
- カメラ：渡邉良平（第1回はTD、第2回はTD/SW）
- 照明：石井久友（第2回-）
- 音声：吉田有希（第1,3回）
- VE：木村朋宏（第3回）
- 美術：森永牧子（テレビ朝日、第3回）
- デザイン：森崎愛美（第2回-）
- 美術進行：山本和記
- 大道具：西村訓（第3回）
- 小道具：塚谷将朗（第2回-）
- メイク：山田奈緒（第3回）、川口カツラ店
- スタイリスト：高見佳明
- 技術協力：テイクシステムズ（第2回-）
- 美術協力：/ tv asahi create（第2回-）
- 題字：中塚翠涛
- CG：山田成彦、妻鳥奨
- EED：北澤孝司（第3回）
- MA：大木久雄（第3回）
- 音効：矢部公英
- TK：船木玉緒
- 編成：西岡佐知子（第2回-）、山本文隆（第3回）（共にテレビ朝日）
- 宣伝：岸田慎介（第3回）（テレビ朝日）
- ホームページ：里見涼（テレビ朝日）
- デスク：石田涼子（第2回-）
- 画像提供(第3回)：国立国会図書館（第3回）
- 制作協力：key Production（第3回）
- 監修：山村竜也（第3回）
- 医事考証(第3回)：神保好夫、鈴木紀子（共に佼成病院）
- 制作スタッフ：秦一貴（テレビ朝日、第2回-）、上田航平、樋口元明、村野哲史（上田以降→第3回）
- アシスタントプロデューサー：河村由香
- 制作進行：今泰之（第2回-）
- ディレクター：大岩タカユキ、山田和也、庄司金之助、山崎正幸、横堀健悟、川島圭太、安達憲一、朱俊輝、山本司（大岩〜庄司→第1回-、山崎〜川島→第2回-、川島→第1回は制作スタッフ、安達〜山本→第3回）
- チーフディレクター：木津優（テレビ朝日）
- プロデューサー：菅原悠平（第1回-）、米川宝（第2回-、第1回はAP）（共にテレビ朝日）
- ゼネラルプロデューサー：樋口圭介（テレビ朝日）
- 製作著作：テレビ朝日

### 過去のスタッフ
- 構成：坂本龍二（第1回）

〈ドラマパート〉
- プロデューサー：川島誠史（テレビ朝日、第1回）

〈スタジオパート〉
- TM：福元昭彦（テレビ朝日、第1回）
- CAM：宮内大翼（第1回）、雨森貴之（第2回）
- 照明：武藤潤（第1回）
- VE：金岩信悟（第1回）、木島洋（第2回）
- 美術：小山晃弘（第1回はデザイン兼務）
- 大道具：松岡美都司（第1回）、竹内俊彰（第2回）
- 植木：杉田英展（第2回まで）
- 特殊効果：釜田智志（第2回まで）
- 電飾：黒瀬沙希（第1回）
- 小道具：宮本恵美子（第1回）
- メイク：尚司芳和（第2回まで）
- タイトル：横井勝（第1回）、南治樹（第2回まで）
- EED：北浦美夫（第1回）、堀内雅也（第2回）
- MA：浅井佑人（第1回）、船木優（第2回）
- 編成：吉村周、北村麻美、池田邦晃（共に第1回）、小鴨翔（第2回）（全員テレビ朝日）
- 宣伝：残間理央（第1回）、渡辺章太郎（第2回）（全員テレビ朝日）
- デスク：内藤恵子（第1回）
- 写真協力：アフロ（第1回）
- 制作協力：Big Face（第2回まで）
- 監修：中央義士会 中島康夫（第1回）、金子拓（東京大学史科編纂所准教授、第2回）
- 本能寺復元監修(第2回)：藤井尚夫（城郭研究家、第2回）
- 制作スタッフ：寒川拓郎、滝航（共に第1回）、林大貴（第2回）（全員テレビ朝日）
- アシスタントプロデューサー：矢﨑浩司（第1回）（テレビ朝日）
- ディレクター：北嶋一喜、米田裕一（共に第1回）、秋山真彦（第2回、第1回は制作スタッフ）、ルベル瑠佳（第2回）（全員テレビ朝日）